# Deathcore
A deathcore egy extrémmetál-műfaj, ami keveri a death metal, a metalcore és néha a hardcore punk zenei világát és műfaji jellemzőit. Zeneileg jellemző rá a death metalos riffek, blast beat dobolástechnikák és breakdownok használata. A legtöbb deathcore-fesztivál és zenekar az Egyesült Államok délnyugati részén, főleg Arizona és Kalifornia déli részén alakult ki, innét emelkedett ki leginkább a műfaj.

## Műfaji jellemzők

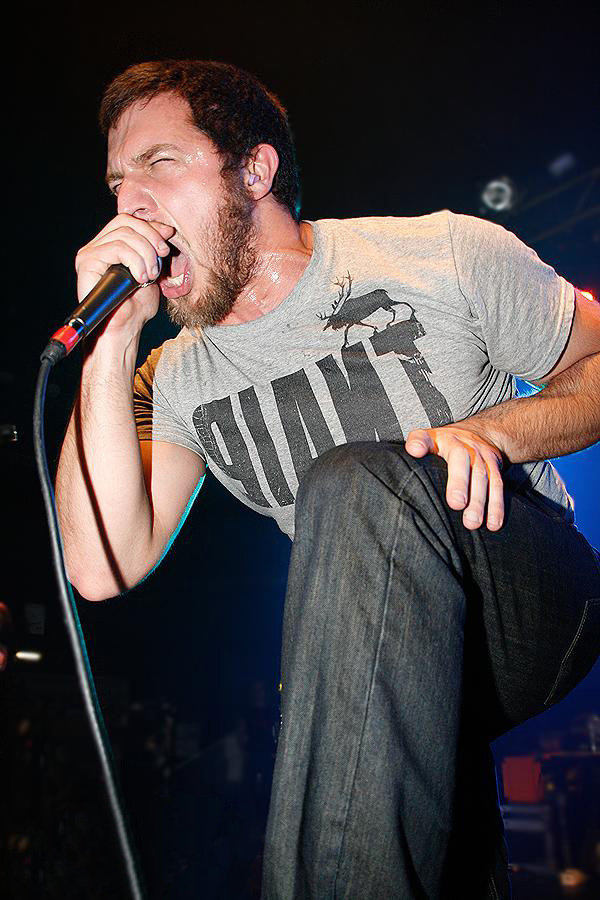
A The Red Chord énekese, Guy Kozowyk

### Hangszerelése
A deathcore zeneileg a death metal gyors dobtechnikáit, (főleg blast beateket) mélyre hangolt gitárokat, amelyeket tremolopengetéssel szólaltat meg a zenész és a hörgő énekstílust a metalcore dallamos riffeivel és breakdownjaival keveri. A műfajt gyakran úgy határozzák meg, hogy gitárosai breakdownokat, death metal vagy metalcore-riffeket játszanak death metal hangolásban. Az extrém metál további fúziós műfajaival együtt a deathcore gitárosai mélyebbre hangolják a gitárjukat a súlyosabb hangzás elérésének érdekében. A stílus gitárosai gyakran használnak gitárszólókat.

### Énekstílusa
A deathcore stílusban az általános énekstílus a mély hörgés és a sikítás. Néha a műfaj énekesei alkalmazzák a disznóvisítás (angolul pig squeals) énektechnikát. A stílus a tiszta énekhang nagyon ritka, a legtöbb deathcore-énekes egyáltalán nem használja, de néhányan kísérletezés szempontjából belekeverték a zenéjükbe.

## Története

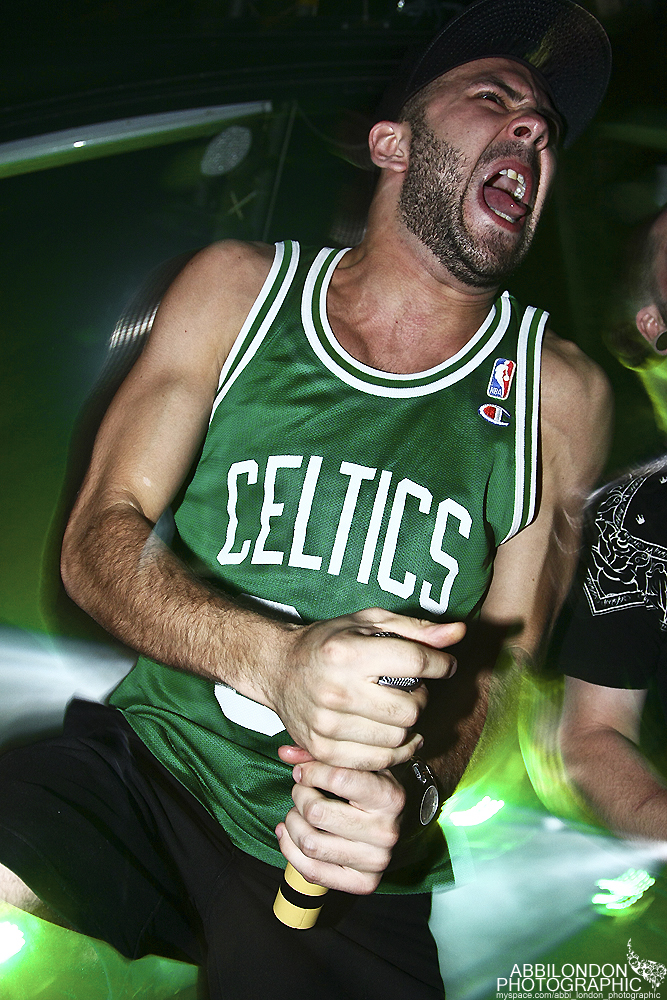
Alexandre Erian a Despised Icon zenekarral 2009-ben

A deathcore kifejezés az 1990-es évek közepén jött létre; 1996-ban Nick Terry a Terrorizer magazinban leírta, hogy "valószínűleg a deathcore kifejezést olyan zenekarokra használjuk, mint az Earth Crisis." Ennek ellenére a műfaj alapkövét legtöbbek szerint az Anthagony és a Despised Icon tette le. Habár a Despised Icon elutasította ezt a megjelölést.
A Decibel magazinban leírták, hogy a death metal zenekar Suffocation volt a deathcore egyik fő inspirátora: "a Suffocation egyik ismertető jele, a breakdown létrehozott egy új metálstílust: a deathcore-t."
A deathcore népszerűsége a 2000-es évek végén, kifejezetten 2006-ban és 2007-ben nőtt meg. A műfajt több zenekar, többek között a Suicide Silence és a Bring Me the Horizon tette reflektorfény alá. Ezek az együttesek és még a Whitechapel nagy sikereket értek el, albumaikkal bekerültek a Billboard 200 eladási listába, műfajjelölő eladási listákba és különböző országok, például Kanada eladási listáiba.
Az idők folyamán több deathcore-együttes keverte zenéjét más műfajokkal. Például a Fallujah zenekar stílusát úgy írják le, hogy a deathcore-zenét keverik a black metal műfaj jellemzőivel. Az Emmure együttest gyakran írják le, hogy erősen hatott rá a nu metal, ezért sokan az "új Limp Bizkit"-nek nevezik.

## Kritikái
A deathcore műfaj gyakran kap kritikákat, főleg régebbi heavy metal stílust kedvelő rajongóktól és zenekaroktól. A kritikák oka gyakran a death metal és a metalcore keverése, vagy a breakdownok használata.
Egy interjúban a The Acacia Strain zenésze, Vincent Bennett a deathcore-ról azt mondta, hogy "a deathcore az új nu metal [...] szar. Ha valaki deathcore-nak nevez minket, akkor valami nagyon rosszat fogok neki csinálni." Gyakran azért is kritizálják egyesek a deathcore-t, mert zenéjüket elsősorban a fiatal korosztály követi.

## Fordítás
Ez a szócikk részben vagy egészben  a   Deathcore című angol Wikipédia-szócikk fordításán alapul.  Az eredeti cikk szerkesztőit annak laptörténete sorolja fel. Ez a jelzés csupán a megfogalmazás eredetét és a szerzői jogokat jelzi, nem szolgál a cikkben szereplő információk forrásmegjelöléseként.